# Pancorius naevius
Pancorius naevius là một loài nhện trong họ Salticidae.
Loài này thuộc chi Pancorius. Pancorius naevius được Eugène Simon miêu tả năm 1902.